# アルツァフの大統領
アルツァフの大統領（アルファツのだいとうりょう、アルメニア語: Արցախի Հանրապետության նախագահ）は、アルツァフ共和国（ナゴルノ・カラバフ共和国）の国家元首で政府の長たる大統領である。

## 沿革
1992年の独立時は最高会議議長が元首としての機能を有していた。1994年の新憲法施行に基づいて新たに大統領職を設置し、憲法第87条で元首と規定された。
長らく半大統領制をとっていたが、2017年2月の憲法改正で大統領制に移行したことに伴い首相職は廃止され、大統領選挙は議会総選挙と同時に行われることとなった。第3代大統領バコ・サハキャンの2期目の任期満了は2017年7月19日となっていたが新憲法により大統領選挙は総選挙のある2020年まで行われないこととなったため、7月19日には議会で今後3年間の過渡期の大統領が選出されることとなり、サハキャンが再選された。
2023年アルツァフ大統領選挙は国際的に違反であると非難されたが、サンベル・シャフラマニャンが大統領として選出された。その10日後にアルツァフはアゼルバイジャンの侵攻を受け、降伏した。同年10月4日までにアルメニアに避難し、以降は在エレバン・アルツァフ駐在官事務所で執務を執り行っている。なおアルメニア政府はアルツァフ亡命政府を認めておらず、活動停止を求めている。
2025年5月にシャフラマニャンは任期満了となり退任したが、各会派が期限まで候補者を立てなかったため大統領選挙は実施されなかった。背景にはアルメニア当局からの圧力があると考えられている。

## 権限
大統領権限は憲法第93条・第94条に規定されている。大統領制の共和国として、アルツァフは行政府を支配し、海外で国を代表し、大臣を任命する大統領に大きな権力を与えている。大統領はまた、アルツァフ国防軍の最高司令官であり、軍隊および他の軍隊の最高司令部を任命および解任する権利を有する。
1. 国家の内外政策を管理する。
2. 国家行政制度の機関の全般的な管理を行う。
3. 政府及びその他の国家機関の構造及び運営規則を定める。
4. 国務大臣及び大臣を任命し、及び解任する。
5. 国有財産及び財政を管理する。
6. 法律で規定されている場合には、州の地位に任命するものとする。
7. 諮問機関を形成することができる。
8. 国際関係においてアルツァフ共和国を代表し、国際条約に署名し、批准のために国会に国際協定を提示し、批准書に署名し、批准を必要としない国際協定を承認、一時停止、または取り消すものとする。
9. アルツァフ共和国の外交代表を外国及び国際機関に任命し、かつ、召還する。外国および国際機関の外交代表の信任状およびリコール状を受け取る。
10. 戒厳令中に選挙と国民投票を行わないことに関する法令を発行することができる。
11. 国会は、第1議会開会後1年間、戦争時及び緊急時、戒厳令中に選挙を行わない旨の法令を発令した場合を除いて、解散することができる。
12. 国民議会の特別会期または議席を招集する提案をして、国民議会議長に申請する。
13. 国家予算案を国会に提出する。
14. 立法上のイニシアチブの権利を有するものとする。
15. 恩赦の勧告をもって国会に申請する。
16. 国民と国会に演説を行うことができる。
17. 前年度のプログラムの実施の進捗状況と結果、および翌年のプログラムに関する年次報告書を国会に提出するものとする。
18. 検事総長の候補者を国民議会に提案する。検事総長の推薦により、次席検事総長を任命し、及び解任する。
19. 最高司法評議会の弁護士を1名任命する。
20. 天災地変その他の非常事態が発生した場合には、その状況に応じた措置を講ずるとともに、国民に働きかけなければならない。必要に応じて、緊急事態を宣言する。
21. アルツァフ共和国の勲章および記章、最高位の軍事および名誉称号、最高位の外交およびその他の階級を授与する。
22. 法律で定められた手続きに基づいて受刑者に恩赦を与える問題を決定するものとする。
23. 法律で定められた場合及び手続において、アルツァフ共和国の市民権の付与及び終了に関する問題を決定する。
24. 法令や大統領命令などの規範的かつ個別の法的行為を採用するものとする。

## 選出
建国当初は国民の直接選挙で選出されていたが、2017年の憲法改正により国民議会の間接選挙に変更された。エレバンに亡命後に施行された憲法改正案によると、選出には議会の3分の2以上の賛成が必要となる。
被選挙権は、35歳以上で過去10年以上永住している国民。任期は5年で3選禁止。

## 大統領の一覧
| 代   | 大統領                                        | 大統領 | 所属政党                 | 期                             | 在任期間                        | 在任期間     | 備考                        |
| ---- | --------------------------------------------- | ------ | ------------------------ | ------------------------------ | ------------------------------- | ------------ | --------------------------- |
| 001  | ロベルト・コチャリャン Ռոբերտ Քոչարյան        |        | 無所属                   | 1                              | 1994年12月29日 - 1996年12月23日 | 2年 + 81日   |                             |
| 001  | ロベルト・コチャリャン Ռոբերտ Քոչարյան        | 2      | 無所属                   | 1996年12月13日 - 1997年3月20日 | 任期満了前に辞任                | 2年 + 81日   |                             |
| 00－ | レオナルド・ペトロシャン Լեոնարդ Պետրոսյան    | 2      |                          | 無所属                         | 1997年3月20日 - 1997年9月8日    | 172日        | 大統領代行 （首相）         |
| 002  | アルカジー・グカシャン Արկադի Ղուկասյա        |        | 無所属                   | 3                              | 1997年9月8日 - 2002年9月8日     | 9年 + 364日  |                             |
| 002  | アルカジー・グカシャン Արկադի Ղուկասյա        | 4      | 無所属                   | 2002年9月8日 - 2007年9月7日    |                                 | 9年 + 364日  |                             |
| 003  | バコ・サハキャン Բակո Սահակյան                |        | 無所属                   | 5                              | 2007年9月7日 - 2012年7月22日    | 12年 + 257日 |                             |
| 003  | バコ・サハキャン Բակո Սահակյան                | 6      | 無所属                   | 2012年7月22日 - 2017年9月17日  |                                 | 12年 + 257日 |                             |
| 003  | バコ・サハキャン Բակո Սահակյան                | 7      | 無所属                   | 2017年9月17日 - 2020年5月21日  |                                 | 12年 + 257日 |                             |
| 004  | アライク・ハルチュニャン Արայիկ Հարությունյան |        | 自由なる祖国 （AHK）     | 8                              | 2020年5月21日 - 2023年9月1日    | 3年 + 119日  | 任期満了前に辞任            |
| 00－ | デビッド・イシュカニャン Դավիթ Իշխանյան       |        | アルメニア共和党 （HHD） | －                             | 2020年9月1日 - 2023年9月10日    | 9日          | 大統領代行 （国民議会議長） |
| 005  | サンベル・シャフラマニャン Սամվել Շահրամանյան |        | 無所属                   | 9                              | 2023年9月10日 - 2025年5月21日   | 1年 + 253日  | 国家大臣（首相格）兼任      |
| 00-  | アショット・ダニエリアン Աշոտ Դանիելյան       |        | 自由なる祖国 （AHK）     | -                              | 2025年5月21日 - （現職）        | 56日         | 大統領代行 （国民議会議長） |